# Grã-Bretanha nos Jogos Olímpicos de Verão de 1924
O Reino Unido da Grã-Bretanha e Irlanda do Norte competiu como Grã-Bretanha e Irlanda do Norte nos Jogos Olímpicos de Verão de 1924 em Paris, França.